# ヘルシンキ中央駅
ヘルシンキ中央駅（ヘルシンキちゅうおうえき、フィンランド語: Helsingin päärautatieasema、スウェーデン語: Helsingfors centralstation）はフィンランド・ヘルシンキ市にある、ヘルシンキの玄関口となる駅である。ヘルシンキからフィンランド国内の各都市に向かう長距離列車の大部分と全てのヘルシンキ近郊列車は当駅から出発する。ヘルシンキ地下鉄ラウタティエントリ駅の乗り換え駅でもある。VRが駅舎管理を担当している。

## 概要

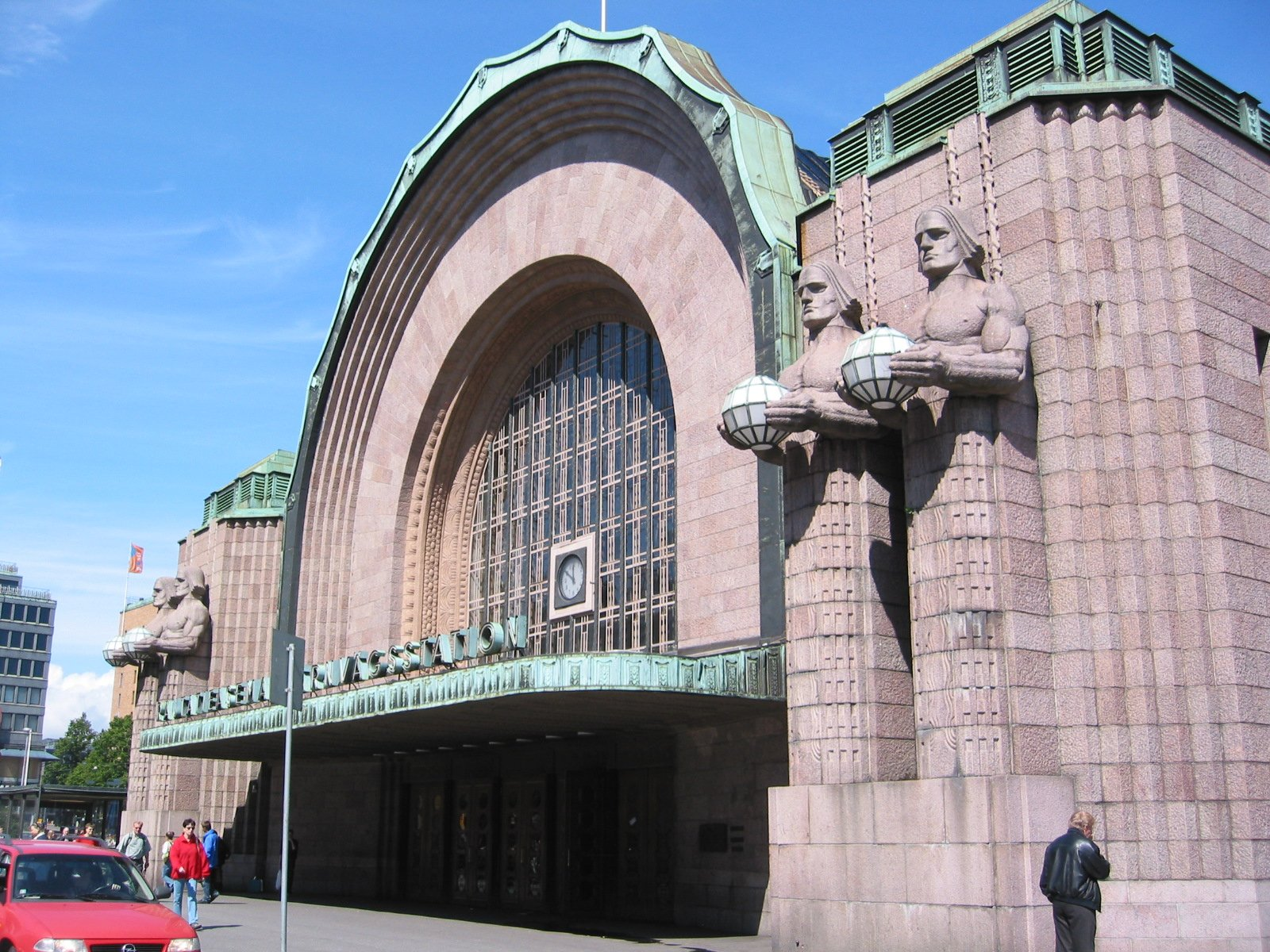
正面入口の像

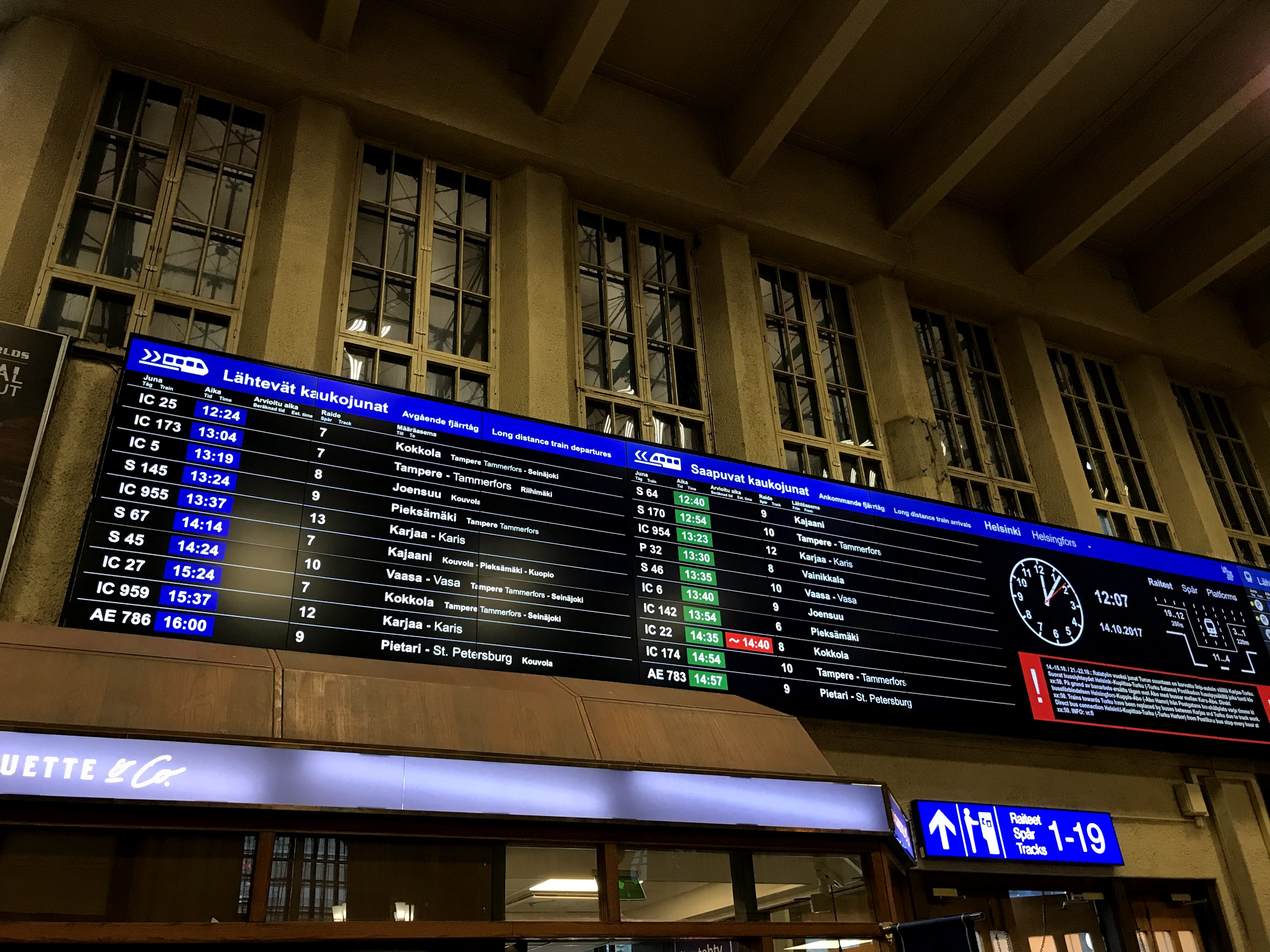
ヘルシンキ中央駅に設置されている電光掲示板

駅はフィンランド産の花崗岩で造られ、高さ48.5mの時計塔が目を引く。正面出入り口の両脇に2体ずつ、計4体のランプを持った像が鎮座している。像はVRのテレビCMに使われるなど非常に有名で、この像を題材としたラップ曲もリリースされている。一日に約20万人もの人々がこの駅を利用し、フィンランドで最も利用客のある建物の1つである。
駅には19のプラットフォームがあり、東側から順に番号が振られている。1から4番線はティックリラ行きのローカル線（近郊電車）、5番線から12番線は長距離列車の発着が行われている。5番線から10番線は主にティックリラ経由タンペレ行き、サンクトペテルブルク行きなどの北方面、東方面行きの列車が使用している。11番線、12番線はエスポー経由トゥルク行きの特急列車が使用する。13番線から19番線は西行きのローカル線（エスポー、ヴァンターンコスキ行き）が発着する。
駅の西側にはカートレイン、貨物の積み下ろしを行うスペースがある。また、西側の線路はヘルシンキ西港の貨物駅へと続いている。車両基地は隣駅のパシラ駅にある。ヘルシンキ中央駅はフィンランドの交通の中心地である。駅の両サイドにはバス停があり、ヘルシンキ・ヴァンター空港へのバスは西側出口から出発している。ヘルシンキ地下鉄のラウタティエントリ駅は中央駅の真下にあり、アセマトゥンネリ地下街でつながっている。駅前にはヘルシンキ・トラムの停留所があり、多数の系統が発着する。

## 歴史

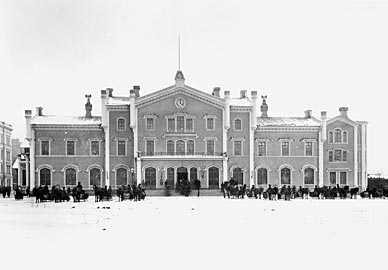
初代ヘルシンキ中央駅

ヘルシンキ中央駅は1860年に開業した。最初の路線はヘルシンキからハメーンリンナ間の路線だった。初代駅舎の設計はスウェーデン人のカール・アルバート・エデルフェルトによって行われた。しかし乗客の増加により徐々に手狭になっていき、改築されることが決定した。1904年に新駅舎のデザイン・コンペが行われ、エリエル・サーリネンの新駅舎案が採用された。サーリネンの駅舎案はナショナル・ロマンティズム建築と呼ばれるフィンランドの民族主義を前面に押し出したデザインとなっていたが、他の若い建築家達からその中世的な外観に批判が殺到した。サーリネンはそれを聞き入れた上で徹底的な計画変更を行い、鉄筋コンクリートを使用した現在の駅舎案を1909年に完成させた。これを元に建設が行われ、1919年に新駅舎が完成した。

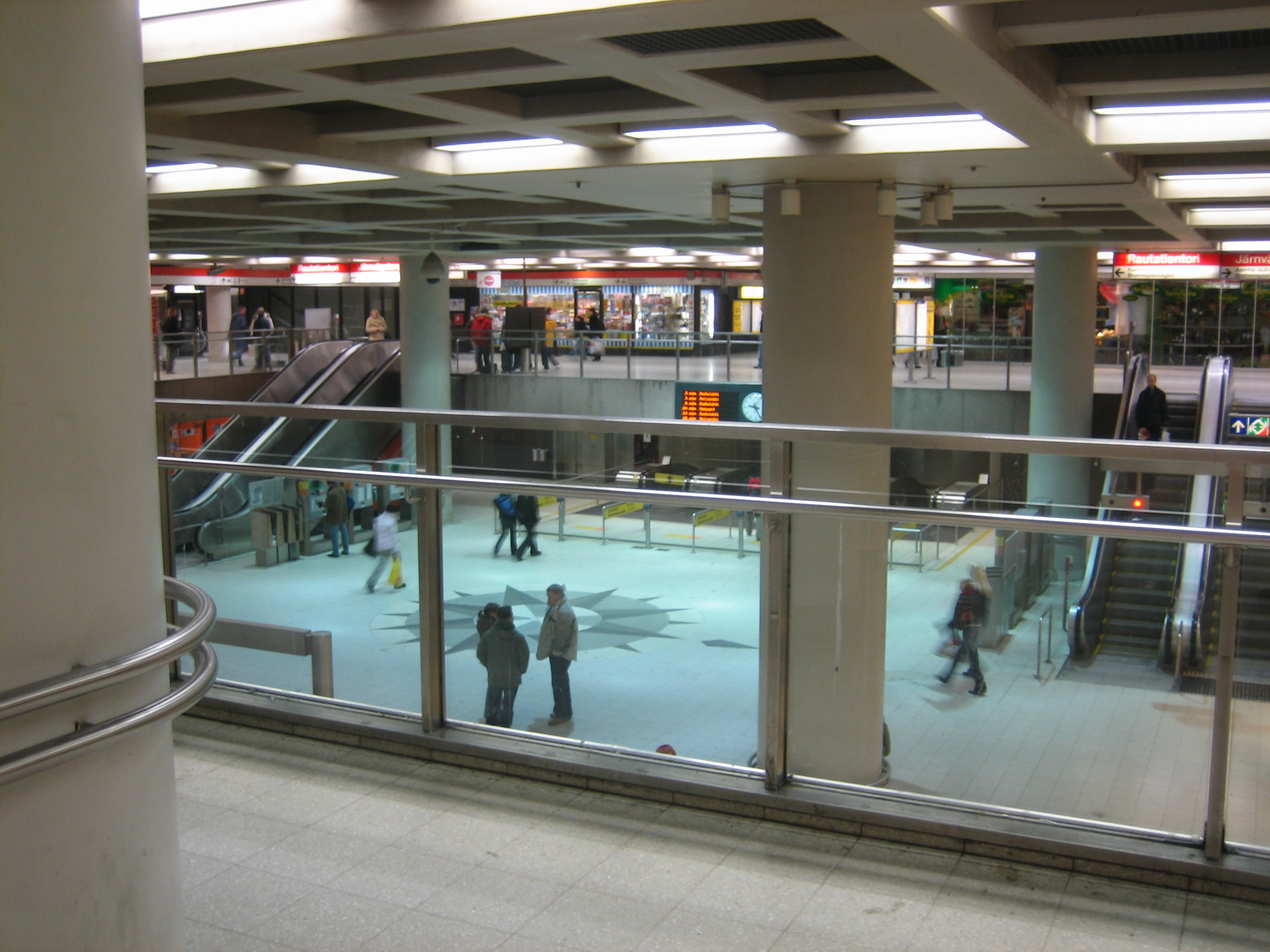
アセマトゥンネリ地下街

フィンランド元大統領キュオスティ・カッリオは1940年12月19日に発作によって駅構内で死亡している。彼は大統領職を辞し、故郷のニヴァラに戻る途中であった。彼の死を看取ったのは後のフィンランド大統領、カール・グスタフ・エミール・マンネルヘイムだったと言われている。
1950年6月14日に火災が発生し、時計台に一部ダメージを受けた。.
1960年代にはアセマトゥンネリ地下街の造成が行われた。1968年の春には防犯カメラが初めて取り付けられた。1969年1月13日からは電車の試運転が始まり、1月26日にはヘルシンキからキルッコヌンミまでの電車が開業した。1982年にはヘルシンキ地下鉄のラウタティエントリ駅が乗換駅として開業した。2000年にはサーリネンの当初の設計案にあったガラス屋根がプラットフォームの上に完成した(デザインは新たに作成されたもの)。

## 大統領専用待合室
駅内には50m2程度の大統領もしくは国賓用の待合室がある。室内の調度品はエリエル・サーリネンによってデザインされている。2つの出入り口があり、大きい入り口はラウタティエントリ駅方面に、小さい入り口は中央駅構内へ繋がっている。待合室は初代駅舎時代の1911年に造られた。当初はロシア皇帝用につくられていたが、第一次世界大戦中には臨時病院として使用されていた。終戦後は大統領用に利用されるようになった。

## 関連項目

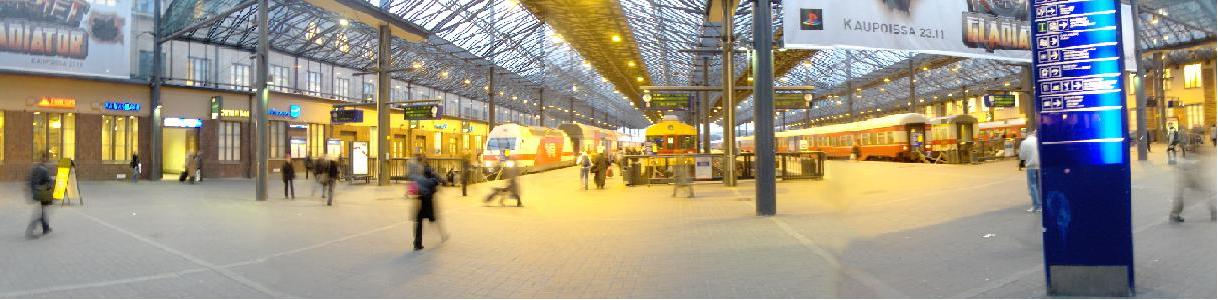
駅構内

## 隣の駅
ヘルシンキ・リーヒマキ線
ヘルシンキ中央駅 - パシラ駅

## 周辺
- アテネウム美術館
- ヘルシンキ現代美術館
- クルーヌンハーン中学校
- シベリウス高校